# Cazzano di Tramigna
Cazzano di Tramigna là một đô thị ở tỉnh Verona trong vùng Veneto của Ý, có cự ly khoảng 90 km về phía tây của Venice và khoảng 20 km về phía đông bắc của of Verona. Tại thời điểm ngày 31 tháng 12 năm 2004, đô thị này có dân số 1.340 người và diện tích là 12,2 km².
Đô thị Cazzano di Tramigna có các frazioni (các đơn vị trực thuộc, chủ yếu là các làng) Campiano and Costeggiola.
Cazzano di Tramigna giáp các đô thị: Colognola ai Colli, Illasi, Montecchia di Crosara, San Giovanni Ilarione, Soave, và Tregnago.